# Фабрициус, Франц
Франц Фабрициус (нем. Franz Fabricius; 1525—1573) — немецкий филолог, составитель многочисленных учёных изданий классиков и примечаний к ним. Получил образование в Париже у французских философов Пётра Рамуса и Адриана Турнеба. Переехал в Дюссельдорф по приглашению канцлера в основанною в 1545 году академическую среднюю школу (старейшую гимназию города). В 1564 году после смерти предыдущего ректора и до своей смерти возглавлял её. Известен изданием биографии Цицерона в 1563, и примечаниями к комедиям Теренция (1558 и 1574) и другими сочинениями.

## Труды
- «Lysiae orationes» (1554);
- «Pauli Orosii historiae» (1561);
- «Annotationes in quaestiones tusculaneas» (1569);
- «Ciceronis historia per consules descripta» (1564) и др.